# Волтер Хјустон
Волтер Хјустон (енгл. Walter Huston; Торонто;  5. април 1883 —  Холивуд, 7. април 1950) био је канадско-амерички глумац.

## Филмографија
| Улоге Волтер Хјустон |                    |               |                        |          |
| Година               | Српски назив       | Изворни назив | Улога                  | Напомена |
| 1941.                | Малтешки соко      |               | капетан Џекоби         |          |
| 1945.                | И не оста ниједан  |               | др Едвард Г. Армстронг |          |
| 1948.                | Благо Сијера Мадре |               | Хауард                 |          |